# Artibeus hirsutus
Artibeus hirsutus — вид родини листконосові (Phyllostomidae), ссавець ряду лиликоподібні (Vespertilioniformes, seu Chiroptera).

## Середовище проживання
Країни поширення: Мексика. Зібраний найбільш часто в павутинних мережах біля ставків і струмків, і в мангових і фігових садах.

## Морфологічні й генетичні особливості
Довжина передпліччя між 52 і 58.4 мм, вага до 47.2 гр.
Загальний колір тіла сірувато-коричневий. Писок короткий і широкий. Лист носа добре розвинений, ланцетний. Є дві світлі смуги на кожній стороні обличчя. Не має хвоста.
Каріотип: 2n=30 (самиці) 2n=31 (самці), FNa=56.

## Життя
Записані денні сідала включають занедбані шахти, невеликих печери, будівлі, під валунами. Вагітні були зібрані в період з лютого по вересень. Харчується фруктами.